# Fritz Ulysse Landry
Fritz Ulysse Landry (Le Locle, 26 settembre 1842 – Neuchâtel, 7 gennaio 1927) è stato un medaglista svizzero, noto soprattutto per aver inciso le monete d'oro del franco svizzero, conosciute come Vreneli.
Nato in una famiglia di incisori di Neuchâtel, era figlio di Ulysse, anche lui medaglista, e di Cécile Jacot.
Iniziò la sua formazione artistica nel laboratorio di famiglia, frequentò le scuole a Neuchâtel e proseguì la sua formazione a Ginevra con il pittore Barthélemy Menn all'École des Beaux-Arts, dove si diplomò, e la approfondì presso Antoine Bovy a Parigi. Restò per qualche tempo nel laboratorio di Bovy, dove lavorò come incisore.
Nel 1869 fondò a Neuchâtel una scuola di disegno professionale, ora Ecole des arts et métiers, dove insegnò fino al 1892.
Nel 1869 divenne professore di disegno in una collège latin di Neuchâtel, e dal 1874 al  gymnase cantonal della stessa città.
Ha creato diverse monete e medaglia e piccoli bronzi ispirati a tematiche sociali; la moneta più nota è la moneta d'oro da 20 franchi, Vreneli, coniata dal 1897 al 1949. Questa monete presenta nuove tematiche rispetto alle monete precedenti della Svizzera, che presentavano in genere un carattere più convenzionale.